# Quattro per Tutti Saxophone Quartet
A Quattro per Tutti egy 2020-ban alakult, magyar szaxofonkvartett, nevük jelentése: “négyen mindenkiért”. Személyes hitvallásuk, hogy népszerűsítsék Magyarországon az eredetileg szaxofonra írt műveket. Emellett törekszenek arra, hogy a klasszikus szaxofonhangzás közelebb kerüljön a hallgatósághoz. Repertoárjukban előfordulnak tangók, szaxofonkvartettre írt versenyművek, minimál, crossover és kortárs zenék is. Eddigi pályafutásuk során felléptek már a Müpa, a ZENIT Fesztivál Békéscsaba, a Kerekdomb Fesztivál és a Bartók Rádió színpadain.

## Tagok
Szánkár Gergő – szopránszaxofon
Susovich Szilárd – altszaxofon
Katona Szilárd Előd – tenorszaxofon
Mészáros Zsófia - baritonszaxofon

## Lemezek
- "Less is More..." -  középlemez (minialbum)[8]